# Gornji Milanovac
Gornji Milanovac (in serbo Горњи Милановац?) è una città della Serbia nel distretto di Šumadija.

## Geografia fisica
Gornji Milanovac si trova in Serbia centrale tra le montagne Rudnik, situate a nord, e Vujan, situate a sud.
La città si trova sul fianco occidentale della Strada Europea E763 e tra le località di Ljig e Majdan, rispettivamente a nord-ovest e no, e tra Kragujevac e Preljina, rispettivamente a sud-est e a sud. Nel 2003 la città aveva una popolazione totale di 24 000 abitanti.

## Storia
Prima del 1859 il nome originale della città era Despotovac. Nello stesso anno il Principe di Serbia Miloš Obrenović I ne richiese la ridenominazione in Gornji Milanovac.

## Sport

### Calcio
La città è stata rappresentata nella Superliga serba, la massima divisione calcistica serba, dal Fudbalski klub Metalac Gornji Milanovac, fondato nel 1961.

## Amministrazione

### Gemellaggi
- Mosjøen
- Kavadarci
- Staro Nagoričane
- Slovenj Gradec